# Le Coin du voile
Le Coin du voile est un roman de Laurence Cossé paru en 1996 aux éditions Gallimard. C’est à ce jour le plus connu des romans de cet écrivain. Il a été traduit en six langues : en américain (A corner of the veil), en allemand (Der Beweis), en italien (La sesta prova), en espagnol (La punta del velo), en hébreu et en grec.
Décrit par certains critiques comme un « thriller théologique », ce roman commence avec l’apparition d’une preuve irréfutable de l’existence de Dieu. L’intrigue qui s’ensuit décrit les étapes de sa révélation dans les cercles du pouvoir, qu’ils soient ceux de l’Église catholique romaine (à Paris puis à Rome) ou de l’État français, et met en scène l’inquiétude qu’elle y provoque. Le roman comporte trois parties, qui suivent les étapes de la divulgation de la preuve : 1. « Les casuistes », 2. « Les politiques », 3. « Rome ». 
Dans sa première partie surtout, qui se passe au sein d'une communauté parisienne de la congrégation religieuse fictive des casuistes, le roman aborde un certain nombre de problèmes théologiques : le problème de la théodicée, ou celui de l'impossibilité d'une véritable preuve de l'existence de Dieu. Mais l'enjeu du Coin du voile est avant tout social et politique : c'est la mise en scène des réactions de défense des détenteurs du pouvoir civil et religieux, face à la menace d'une disparition complète de ce qui rend possible leur pouvoir. 

## Prix littéraires
- Prix du Jury Jean-Giono, 1996
- Prix des écrivains croyants, 1996
- Prix Roland-de-Jouvenel, 1997[1]

## Jugements critiques
- Béatrix Beck a écrit qu'avec Le Coin du voile, Laurence Cossé a « créé un genre nouveau, la religion-fiction ».
- Dans son récent ouvrage La Reine du monde (Flammarion, 2008), Jacques Julliard écrit à propos du Coin du voile qu'il s'agit d'« un des romans les plus excitants de la période récente ». Il ajoute : « La leçon politique de cet apologue est claire. Les passions qui s'attachent aux croyances n'existent que parce qu'elles ne reposent pas sur une certitude absolue. » (chapitre 2, p. 48)
- L'académicienne Jacqueline de Romilly a écrit à son propos « Quel livre terrible et juste et magnifiquement amusant. »